# Красный гаолян
«Красный гаолян» (кит. 红高粱) — китайский кинофильм, дебютная режиссёрская работа Чжан Имоу. Лента основана на одноимённом романе Мо Яня. Международная премьера фильма состоялась в феврале 1988 года на Берлинском кинофестивале.
Фильм основан на двух повестях Мо Яня «Красный гаолян» и «Вино из гаоляна». Действие разворачивается в годы Войны сопротивления Японии (1937—1945) в уезде Гаоми провинции Шаньдун. История рассказывает о мужчине и женщине, которые, преодолев оковы феодальных традиций, после множества испытаний совместно управляют винокурней. Однако во время японской оккупации героиня и работники винокурни становятся жертвами зверских расправ японских военных за участие в движении сопротивления.

## Работа над фильмом

### Идея создания фильма
В начале 1980-х гг. в кинематографе Китая произошли перемены. Они были связаны с появлением плеяды молодых кинематографистов, которые получили образование уже после завершения «культурной революции». Новаторство их работ заключалось в обновлении как тематики произведений, так и художественного языка, но самым главным нововведением стало обращение к внутреннему миру человека: его чувствам, стремлениям и желаниям. Первыми заметными работами представителей этой генерации (т. н. «пятого поколения китайского кинематографа») стали такие картины как «Один и восемь» (1983), «Жёлтая земля» (1984) и «Старый колодец» (1986). Важную роль в успехе этих фильмов сыграла операторская работа выпускника Пекинской киноакадемии Чжан Имоу, который также выступил в качестве актёра в фильме «Старый колодец». Впрочем сам Имоу, к тому времени перешагнувший тридцатилетний рубеж, не чувствовал в себе призвания актёра и не желал ограничивать свой потенциал операторской работой, он мечтал создать свою собственную работу, в которой смог бы реализовать свои творческие замыслы. Работая под руководством коллег, он одновременно искал литературную основу для своей собственной картины.
Весной 1986 года, когда Чжан Имоу ещё снимался в «Старом колодце», его жена Сяо Хуа показала ему третий номер «Жэньминь вэньсюэ» — ведущего литературного журнала Китая — с новой повестью молодого, но уже известного прозаика Мо Яня — «Красный гаолян». Эта работа восхитила Имоу. Позже он вспоминал:

Когда я впервые читал повесть Мо Яня, меня переполняло чувство, будто я сам стою посреди гаолянового поля и ощущаю [вокруг себя] все эти мифы-истории, мужчин-женщин, души раскрытые нараспашку, горячее возбуждение и витальную силу, которая наполняет жизнь от рождения и до смерти, радость и свободу, что просачиваются из слепого следования своим желаниям и позволяют почувствовать себя человеком. <…> Внезапная жизненная сила бескрайнего гаоляна и кипящая страстью любовь на гаоляновом поле всецело захватили меня.
Оригинальный текст (кит.)我当初看中莫言的这篇小说, 就跟在这高粱地里的感觉一样, 觉着小说里的这片高梁地, 这些神事儿, 这些男人女人, 豪爽开朗, 旷达豁然, 生生死死中狂放出浑身的热气和活力, 随心所欲里透出作人的自在和快乐。<…> 那无边无际红高粱的勃然生机，那高亮地里如火如荼的爱情，都强烈地吸引着我。
В августе 1986 года, прямо со съёмочной площадки «Старого колодца», Чжан Имоу отправился на встречу с писателем. Загорелый до черноты, в рваной рубахе и сношенных сандалиях на босу ногу, он привёл писателя в восторг. Мо Яню хватило десяти минут, чтобы поверить в творческий потенциал молодого кинематографиста и, отказав всем претендентам на экранизацию повести, он не только передал Имоу права на экранизацию, но и дал свободу для необходимых художественных переработок.

### Подбор актёров
- Гун Ли — Цзюцзи (Девяточка), бабушка рассказчика
- Цзян Вэнь — Юй, дедушка рассказчика
- Тэн Жуцзюнь — дядя Лохань
- Цзи Чуньхуа — бандит
- Цзи Лю — ребёнок, отец рассказчика

Чжан Имоу довольно быстро утвердил актёров на главные и второстепенные роли, заминка произошла лишь с выбором кандидатуры на главную женскую роль. Режиссёр хотел задействовать в фильме молодую, никому не известную актрису, но никак не мог найти подходящую кандидатуру. В поисках претенденток на главную роль помощник режиссёра Ян Фэнлян (кит. 杨凤良) прибыл в Центральную академию драмы, где провёл кастинг среди студенток академии. Ян уже остановил свой выбор на дочери режиссёра Ли Вэньхуа и готов был возвращаться домой, когда один из студентов, Ли Тун (кит. 李彤), заметил, что если бы на отборе присутствовала Гун Ли, она бы идеально подошла для этой роли. В то время девушка снимала в Гуанчжоу свою дебютную работу — телеспектакль «Случай на летних каникулах» и по объективным причинам не могла принять участие в кастинге. Впрочем Ян Фэнлян не проигнорировал замечание, внимательно выслушал студента и попросил показать фотографии девушки. На единственном фото Гун Ли была заснята со спины, поэтому Ян решительно ничего не смог для себя прояснить. Когда Гун Ли вернулась с поездки, Ян вновь прибыл в Академию, на этот раз уже с Чжан Имоу, и в тот же день они утвердили Гун Ли как исполнительницу главной роли.
Спустя многие годы Чжан Имоу так вспоминал первую встречу с Гун Ли: «С первого взгляда она произвела на меня впечатление прелестной и умной [девушки] с выразительным взглядом. В тот момент она была одета в широкополую одежду, размер которой в моём представлении не соответствовал тому, какой я представлял главную героиню „Красного гаоляна“. В то же время я представлял главную героиню крепкой эмоциональной девушкой. Позже, познакомившись чуть ближе, я обнаружил, что она обладает тем характером, который в точности нужен персонажу».

### Гаоляновое поле
Помимо двух главных героев в фильме был ещё один центральный персонаж — гаолян, родственная кукурузе техническая культура, которая не употребляется человеком в пищу, а идёт лишь на винокурение и корм скоту. Режиссёр планировал воссоздать бескрайнее поле гаоляна таким, каким его изобразил Мо Ян в оригинальной повести, однако к тому времени в Китае гаолян вышел из употребления и найти засеянное поле необходимого размера было невозможно. Дикий гаолян не обладал нужным эстетическим видом. Сам Мо Янь честно признавался режиссёру, что сам никогда не встречал красный гаолян, а знаком с ним лишь по дедушкиным рассказам: «Описанный мной гаолян существовал в ту эпоху, когда жил мой дед. Я его никогда не видел. Огненный, полнолистный гаолян — это мой миф, мой сон, величественный склеп моего духа».
В начале 1987 года режиссёр прибыл в уезд Гаоми провинции Шаньдун и нанял крестьян, которые должны были засадить гаоляном площадь в 200 му. Когда спустя четыре месяца режиссёр и съёмочная группа прибыли на место съёмки, то они были потрясены увиденным. Из 200 му было засажено лишь 100, и те всходы гаоляна, которые взошли, из-за изнурительной жары едва достигали колена, тогда как по замыслу главные герои должны были прятаться в гаоляне. Мо Янь вспоминал «Приехали, — подумал я. — Первый фильм Чжан Имоу, походу, будет и последним». В конечном счёте съёмочная группа при поддержке местных партийных властей смогла приобрести несколько тонн удобрений, которые вместе с начавшимся сезоном дождей позволили гаоляну к августу 1987 года вырасти в рост человека.
Чжан Имоу был такого же мнения.

## Сюжет
Действие фильма происходит в сельской деревне в восточной провинции Китая Шаньдун во время Второй китайско-японской войны и рассказывается от лица внука главного героя, который вспоминает о своей бабушке Цзюэр, бедной девочке, которую её родители отправили на заранее оговоренный брак со стариком Ли Датоу, который владел винокурней из сорго и у него была проказа.
Когда свадебная вечеринка Цзюэр пересекает поле сорго, на них нападает бандит. Одному из мужчин, нанятых для перевозки паланкина Цзюэр, удается отбиться от нападавшего. После того, как Цзюэр благополучно достигает винокурни, её спаситель, Во время возвращения Цзюэр в деревню её родителей бандит в маске выпрыгнул из поля сорго и, преследуя Цзюэр, унес её в стебли сорго Цзюэр сначала убежала. Бандит снял маску и показал себя её спасителем, после чего она перестала сопротивляться его преследованию.
На винокурне выясняется, что Ли Датоу умер по загадочным причинам, из-за чего многие работники винокурни заподозрили убийство. Однако ничего не доказано, и, поскольку покойный муж Цзюэр остался без наследника, именно она становится владельцем винокурни. Она вдохновляет рабочих снова гордиться своим вином. Однажды любовник Цзюэр и дед рассказчика напиваются и громко настаивают на группе мужчин, сопровождающих его, что он уходит. Однако когда он входит в спальню, она, смущенная, выбрасывает его. Другие мужчины на месте происшествия уносят его, засовывая в чан с ликером, где он остается в течение следующих трех дней. Тем временем группа бандитов похищает Цзюэр, заставляя рабочих винокурни платить выкуп за её свободу.
Выйдя из чана, дед рассказчика становится свидетелем измученного Цзюэр. Дед рассказчика идет противостоять лидеру бандитов, требуя знать, изнасиловал ли лидер Цзюэр. К удивлению клана, моча, потому что Цзюр сказала лидеру, что она уже переспала с больным стариком Ли Датоу. Дедушка рассказчика возвращается, но вымещает свой гнев на рабочих, мочившись в четыре чана с ликером. Каким-то образом ликер становится вкуснее, чем когда-либо. Его продукт, недавно улучшенный, винокурня начинает добиваться финансового успеха.
Начинается война, и войска Императорской японской армии вторгаются в этот район. Затем японские солдаты пытают и убивают друга Цзюэр Луохана, уважаемого работника винокурни. Цзюэр подстрекает рабочих отомстить за его смерть. На рассвете они прячутся в поле сорго, готовые устроить засаду японским военным машинам в тот момент, когда они пройдут мимо. Однако в ожидании рабочие отвлекаются от голода. Когда Джиуэр узнает об этом от своего маленького ребёнка (отец рассказчика), она приносит Прибыв так же, как и японские солдаты, Джиуэр застрелен в последовавшей за этим хаотичной стычке, а взрывные ловушки, предназначенные для японских грузовиков, в конечном итоге убивают почти всех на месте происшествия. Только дедушке и отцу рассказчика удается выжить.

## Оценка и критика
Сразу же после выхода фильм немедленно привлёк к себе внимание и успех как в Китае, так и по всему миру: для китайской аудитории он ознаменовал новый этап в развитии отечественного кинематографа, связанный с появлением так называемого «пятого поколения» китайских кинематографистов, в то время как для зарубежного зрителя лента стала одним из первых произведений, прорвавших изоляцию, в которой оказался Китай в ходе Культурной революции. Впрочем, восприятие картины было неоднозначным: известно, что режиссёр получал тысячи писем с обвинениями в государственной измене.
«Красный гаолян» стал первым современным китайским фильмом, попавшим в США в коммерческий прокат. Кинокритик Роджер Эберт, отметив визуальную чувственность фильма, достигнутую с помощью вышедшей на Западе из употребления системы Technicolor, писал: «Есть сила в простоте этой истории, в почти сказочном качестве её образов и шокирующей неожиданности её насилия, что Голливуд в своей искушённости уже утратил».
Награды и премии
| Год  | Премия                   | Категория       | Лауреат          | Результат | Прим. |
| ---- | ------------------------ | --------------- | ---------------- | --------- | ----- |
| 1988 | Берлинский кинофестиваль | Золотой медведь | «Красный гаолян» | Победа    |       |

## Комментарии
1. ↑  О том, что повесть показала Сяо Хуа, известно с её собственных слов[2]. Сам Чжан Имоу в одном из интервью утверждал, что работу Мо Яна ему посоветовал друг[3 1]